# Comalcalco
Comalcalco är en ort i Mexiko.   Den ligger i kommunen Comalcalco och delstaten Tabasco, i den sydöstra delen av landet, 600 km öster om huvudstaden Mexico City. Comalcalco ligger 12 meter över havet och antalet invånare är 40 992.
Terrängen runt Comalcalco är mycket platt. Runt Comalcalco är det ganska tätbefolkat, med 179 invånare per kvadratkilometer. Comalcalco är det största samhället i trakten. Omgivningarna runt Comalcalco är en mosaik av jordbruksmark och naturlig växtlighet.